# Ecpetala fasciata
Ecpetala fasciata là một loài bướm đêm trong họ Geometridae.